# Eupithecia hashimotoi
Eupithecia hashimotoi es una especie de polilla de la familia Geometridae. La especie fue descrita por primera vez por Hiroshi Inoue habiendo sido descrita en 1988, con distribución en República de China. Tiene gran similitud de otras especies de la región, Eupithecia fiavimacula y Eupithecia admiranda, de las que se distingue por su diferencia en tamaño.

## Descripción
Es una polilla marrón con marcas de color caqui en las líneas exteriores de las alas anteriores y líneas onduladas transversales de color marrón oscuro en la mitad trasera de las alas traseras en una red densa. 